# Kap Pjatnenkow
Kap Pjatnenkow (russisch Мыс Пятненкова Mys Pjatnenkova) ist ein Kap an der Küste des ostantarktischen Enderbylands. Es liegt am Westufer der Freeth Bay.
Russische Wissenschaftler benannten es. Der Namensgeber ist nicht überliefert.